# Ulica Kielecka w Radomiu
Ulica Kielecka – jedna z najdłuższych ulic miasta Radomia. Do października 2018 roku na całej długości stanowiła fragment drogi krajowej nr 7 oraz trasy europejskiej E77, zapewniając połączenie Warszawy z Krakowem. W czasach PRL była częścią drogi państwowej nr 15 i drogi międzynarodowej E7. Przy ulicy dominują zabudowania mieszkalne w postaci domków jednorodzinnych. Ulicą na całej długości kursują autobusy linii 5, 8, 12 oraz podmiejskiej linii K. Przy skrzyżowaniu ulicy Kieleckiej z Wolanowską i Główną zlokalizowany jest cmentarz ewangelicki.